# Kompanie (Militär)

Taktisches Grundzeichen einer Kompanie nach NATO-Standard

Eine Kompanie ist eine militärische Einheit, die einem Verband, in manchen Fällen auch direkt einem Großverband, unterstellt ist und aus Teileinheiten besteht.

## Geschichte
Das in ganz Europa benutzte Wort Compagnia, Compagnie ersetzte im 17. Jahrhundert im deutschen Sprachraum das Wort Fähnlein.
Die Kompanie war ursprünglich, wie das Regiment, eine Verwaltungseinheit und kein taktischer Truppenkörper (diese wurden in der Zeit der Landsknechte deutsch mit Gewalthaufen oder Gevierthaufen, ab der Mitte des 17. Jahrhunderts auch „international“ als Bataillon bezeichnet). Aus der Auffassung der Kompanie als wirtschaftliches Unternehmen (vgl. Kompanie (Unternehmen) und Kompagnon #Etymologie) rührt auch der bis ins 19. Jahrhundert hinein bestehende Ausdruck Kompaniewirtschaft.

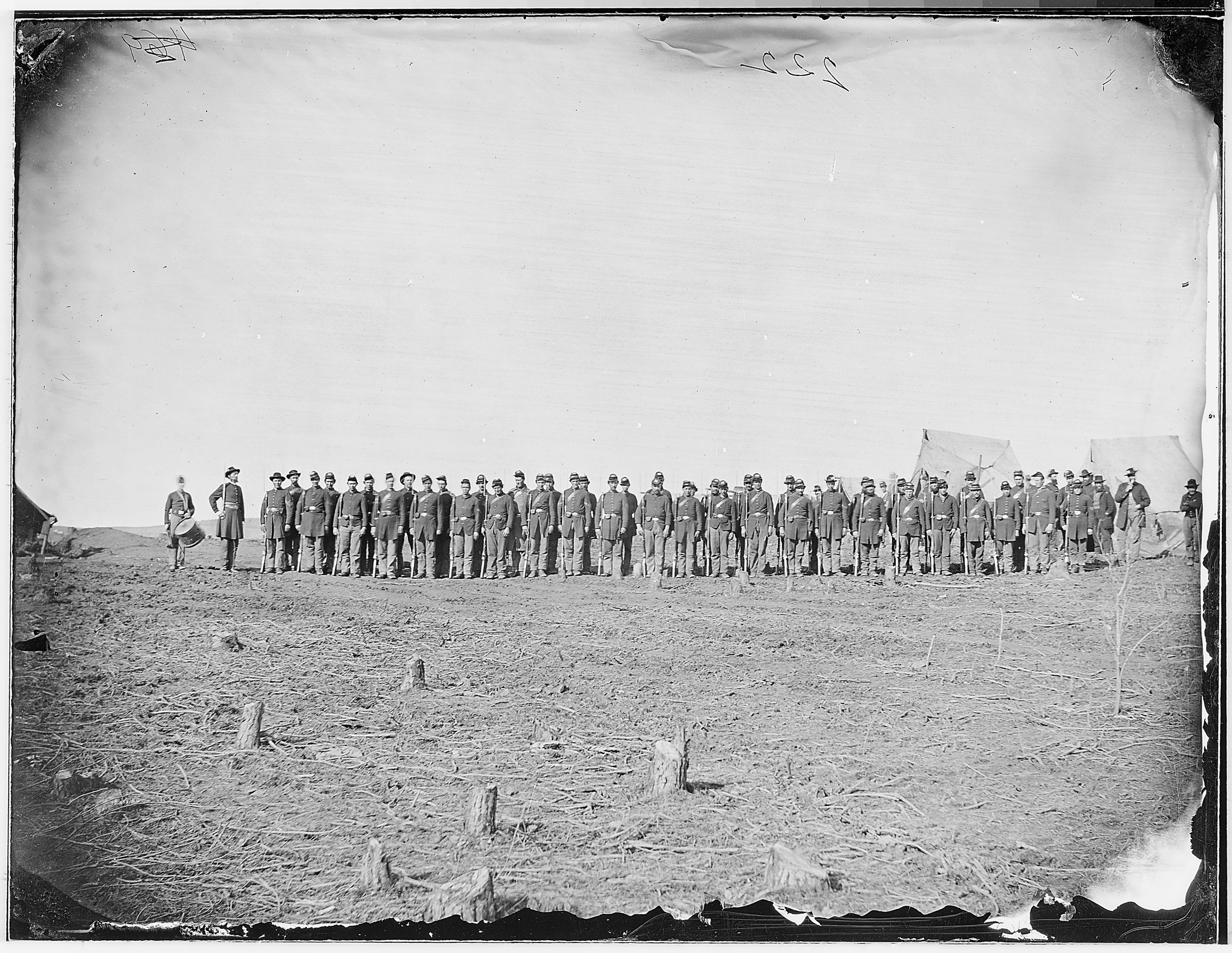
Angetretene Kompanie des Unionsheeres im Sezessionskrieg
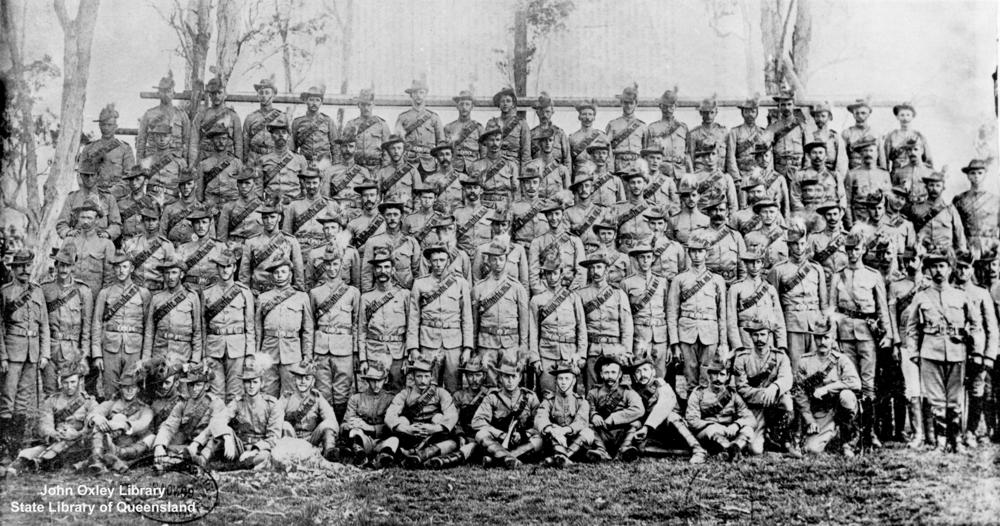
Gruppenfoto einer Kompanie der Queensland Mounted Infantry, Zeit des Zweiten Burenkriegs
Kompanie Schweizer Rekruten bei Marschübungen während des Ersten Weltkriegs
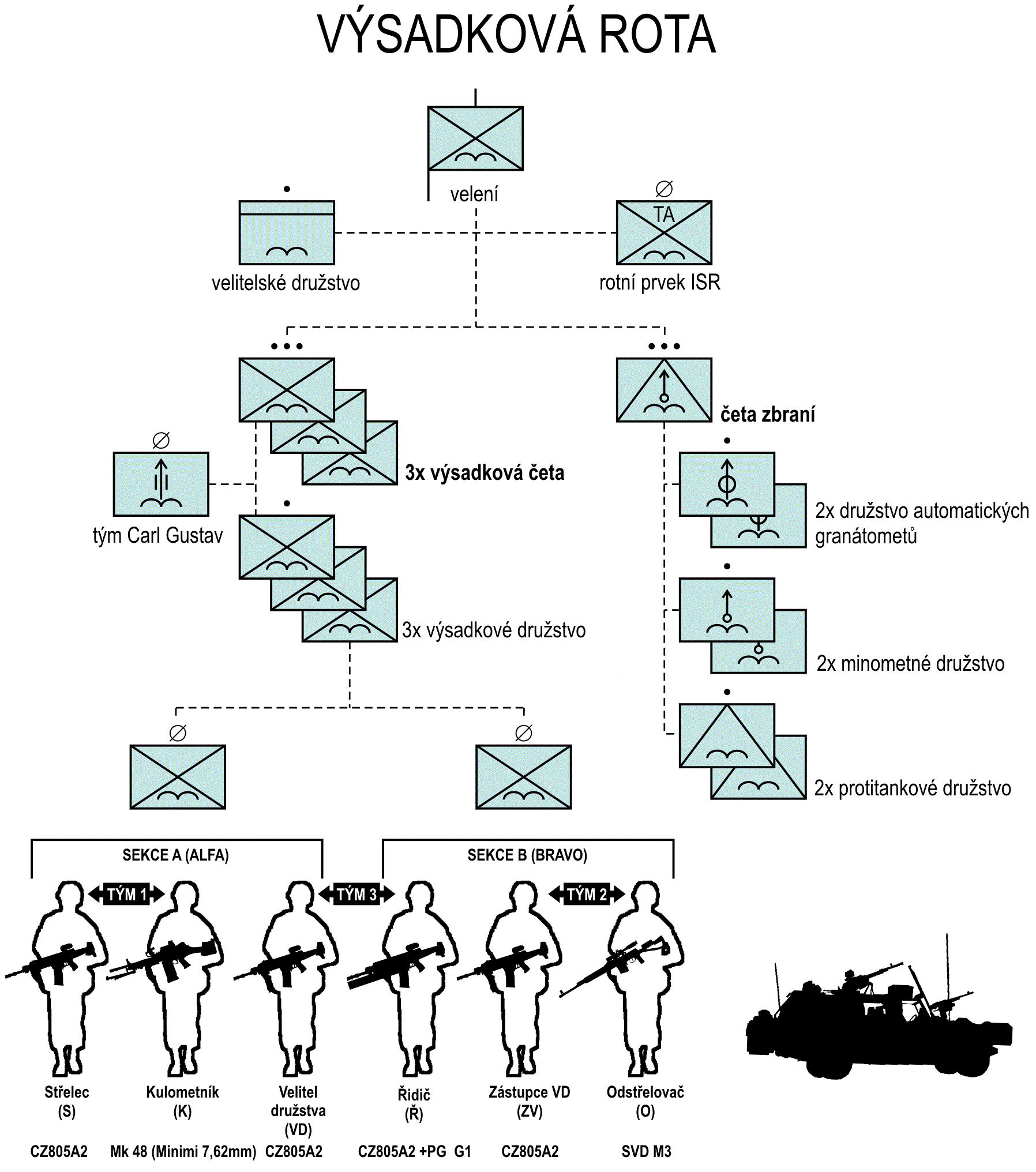
Organigramm einer Fallschirmjägerkompanie der Streitkräfte der Tschechischen Republik

## Deutschland

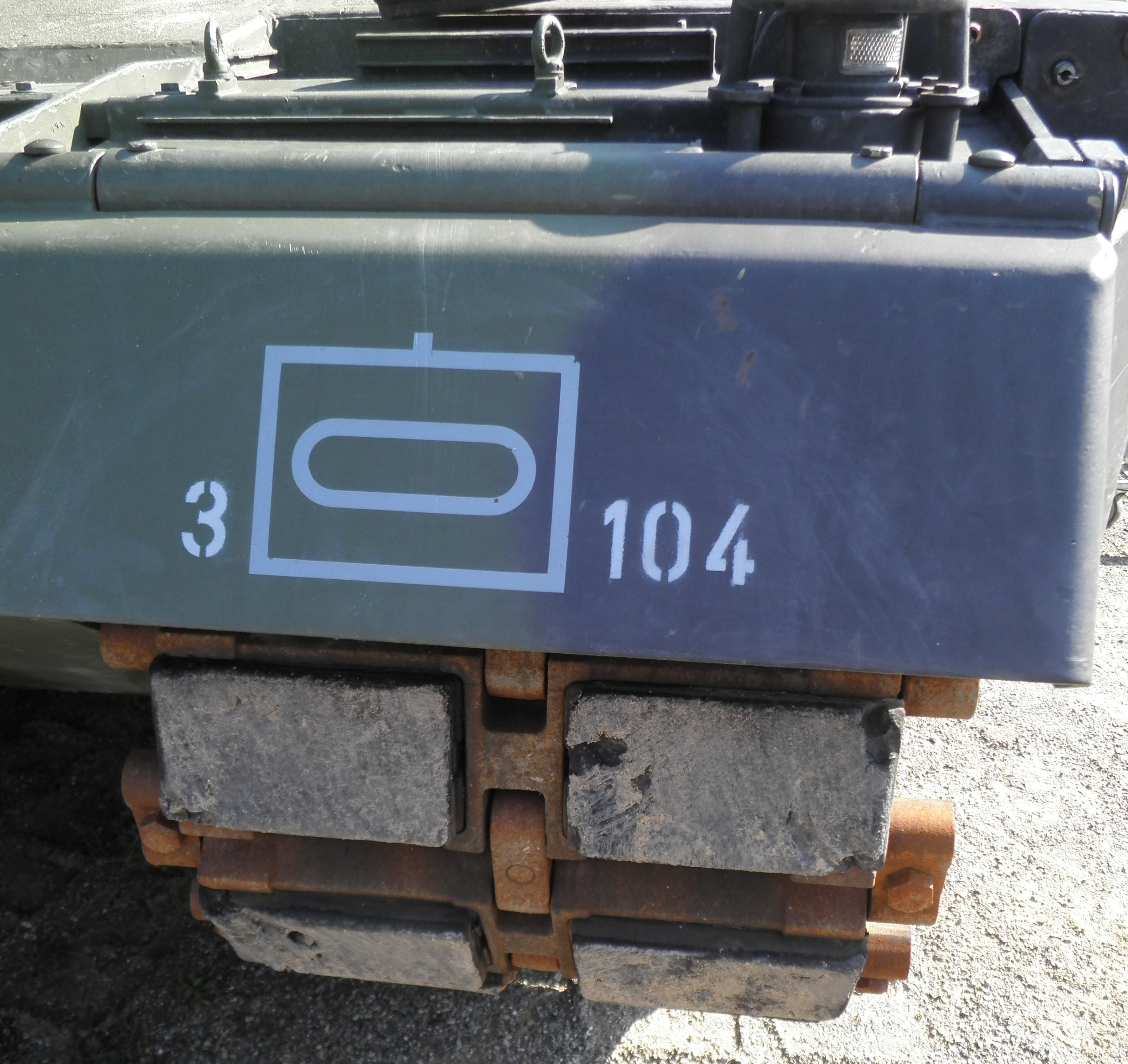
Taktisches Zeichen der 3. Kompanie des Panzerbataillons 104 der Bundeswehr an einem Fahrzeug

### Gliederung
In der Bundeswehr ist die Kompanie die kleinste disziplinarische Einheit und besteht aus 60 bis 250 Soldaten. Sie ist in zwei oder mehr Züge, gelegentlich auch Staffeln, als Teileinheiten mit zum Teil spezifischen militärischen Aufgaben gegliedert. Daneben kann eine Kompanie auch eine oder mehrere kleinere Einheiten (Gruppe, Trupp) enthalten, insbesondere einen Kompanietrupp.
Disziplinarische Einheiten werden von einem Chef (Einheitsführer) geführt, eine Kompanie somit von einem Kompaniechef. In einigen Truppengattungen des Heeres sowie bei der Luftwaffe und der Marine hat die Kompanie (und deren Chef) eine abweichende Bezeichnung:
- Artillerie und Heeresflugabwehrtruppe: Batterie (Batteriechef)
- Luftwaffe (außer in den Ausbildungseinheiten und im Einsatzführungsdienst), Marineflieger und Heeresfliegertruppe: Staffel (Staffelchef/-kapitän)
- Marine und an Schulen der Bundeswehr: Inspektion (Inspektionschef).

Regeldienstgrad für einen Kompaniechef ist im Deutschen Heer der Major, in der Luftwaffe der Hauptmann und in der Deutschen Marine der Kapitänleutnant. Selbständige Kompanien oder solche mit Spezialfunktionen werden von einem Major geführt. Der Kompaniechef ist Disziplinarvorgesetzter für alle Angehörigen seiner Einheit. Unterstützt wird der Kompaniechef in seinen Führungsaufgaben in der Regel von der Kompanieführungsgruppe mit dem Kompanieeinsatzoffizier/Kompanieoffizier und stellvertretender Chef, dem Kompanietrupp, dem Kompaniefeldwebel (Spieß) und dem Versorgungsdienstfeldwebel.
In der Regel ist eine Kompanie einem Bataillon, in besonderen Fällen besonders bei den Kampfunterstützungstruppen und in der Heeresstruktur Neues Heer, auch einem Regiment als nächsthöherem Organisationseinheit unterstellt. Selbstständige Kompanien (ca. 150–250 Soldaten), die über zusätzliche Unterstützungsgruppen verfügen, können auch einer Brigade oder, seltener, einer Division (z. B. Fernspähkompanien) unterstehen.
Im Einsatz wird eine Kampfkompanie mit Teilen der 1./Stabs- und Versorgungskompanie wie Feldküchentrupp, Wartungstrupp (WTG), Sanitätstrupp und je nach Truppengattung mit Fernmeldetrupp (Bataillonsfunkkreis), Kradmeldern (Verbindungsgruppe), EAG-Trupp mit Erdarbeitsgerät (EAG), Teilen der 6./schweren Kampfkompanie Joint Fire Support Team (vormals VB Mörser/Artillerie) sowie weiteren Kräften, meist in Truppstärke, wie Hundeführern verstärkt.
Eine mechanisierte Kompanie besteht durch Abgabe und Unterstellung meist gemischt aus zwei Panzerzügen und zwei Panzergrenadierzügen und wird neben den obigen Teileinheiten mit weiteren unterstellten Teilen wie Heeresflugabwehrgruppe (früher mit zwei Flugabwehrpanzern Gepard), Pionier- und Bergepanzern sowie gepanzertem San-Trupp unterstützt.
Eine Infanteriekompanie kann mit einem Panzergrenadier- oder Panzerzug verstärkt werden. Sie wird meist nicht mit mechanisierten Kompanien wechselseitig gemischt.
Stabskompanien stellen Verbänden oder Großverbänden Unterstützungspersonal für Stabsdienstleistungen bereit und werden meist von einem Offizier des militärfachlichen Dienstes geführt. Die Offiziere des Stabes, die die Stabsabteilungen (S1-S6) bilden, sind im Stab zusammengefasst und gehören nicht zur Stabskompanie.

### Nummerierungs-Systematik
Bei der Bundeswehr werden Kompanien grundsätzlich mit Ordnungszahlen bezeichnet, denen in der Schriftform immer hinter einem Schrägstrich die Nummer oder der Name des übergeordneten Verbands folgt. Beispielsweise bezeichnet 3./- allein die dritte Kompanie, 3./310 die dritte Kompanie eines (nicht näher spezifizierten) Bataillons oder Regiments mit der Nummer 310, 1./FmBtl 900 die erste Kompanie des Fernmeldebataillons 900.

Auf militärischen Symbolen steht die Nummer der Kompanie links (unten) vor dem Grundzeichen.
Bestimmten Kompanienummern sind z. T. feste Funktionen zugeordnet, z. B.:
- 1./ Kompanien: Stabs- und Versorgungskompanien
- 5./ oder 6./ Kompanien bei der Infanterie: Schwere Jägerkompanie – je Verband nur eine – mit Mörsern, Panzerabwehrwaffen, Feldkanonen, Aufklärern und Feuerleitern.
- 7./ Kompanie: meistens Feldersatz- und Ausbildungskompanie (Grundausbildung)

## Österreich
Im österreichischen Bundesheer wird der Kompanieführer als „Kompaniekommandant“ bezeichnet, Gliederung und Bezeichnung einer Kompanie entsprechen im Wesentlichen denen der Bundeswehr.
Eine Besonderheit ist die Stabskompanie eines Bataillons: Bei der Nummerierung wird sie nicht berücksichtigt, sondern hat stattdessen die Kurzbezeichnung „Stb“. Damit ist die 1. Kompanie des Bataillons auch die erste taktische Kompanie, die dann gemäß der Waffengattung des Bataillons gegliedert und besetzt ist. Analoges gilt für Batterien und Staffeln.

## Schweiz
In der Schweiz wird der Kompanieführer als „Kompaniekommandant“ bezeichnet.
In der Schweizer Armee existieren für die Einheit je nach Truppengattung auch andere Bezeichnungen:
- Artillerie und Fliegerabwehr: Batterie
- Train: Kolonne
- Luftwaffe: Staffel
- Kavallerie und Dragoner (bis 1972): Schwadron

## United States Marine Corps
Die Gliederung innerhalb des United States Marine Corps richtet sich nach der 3+1-Regel, bei der jeweils einem Führer drei Soldaten, Teileinheiten oder Einheiten unterstellt sind. So besteht der Trupp, auch „fire team“, aus drei Schützen mit einem Truppführer – 1/3. Die Gruppe besteht aus drei Trupps und wird von einem Feldwebel als Gruppenführer geführt – 4/9. Der Schützenzug besteht aus drei Gruppen, einem Sanitäter, einem stellvertretenden Zugführer und einem Zugführer, meist im Dienstgrad Leutnant oder Oberleutnant – 1/13/28 = 42. Eine Schützenkompanie besteht aus drei Schützenzügen, einem Feuerunterstützungszug und der Kompanieführungsgruppe und wird meist von einem Hauptmann geführt. Die Stabs- und Unterstützungskompanien des Bataillons besteht aus je einem Stabs-, Fernmelde- und Versorgungszug sowie dem Bataillons-Truppenverbandplatz.